# Problerhinus mouffleti
Problerhinus mouffleti är en skalbaggsart som beskrevs av Deyrolle 1864. Problerhinus mouffleti ingår i släktet Problerhinus och familjen Cetoniidae. Inga underarter finns listade i Catalogue of Life.